# Вальє-де-Седано
Вальє-де-Седано (ісп. Valle de Sedano) — муніципалітет в Іспанії, у складі автономної спільноти Кастилія-і-Леон, у провінції Бургос. Населення — 483 особи (2010).
Муніципалітет розташований на відстані близько 260 км на північ від Мадрида, 41 км на північ від Бургоса.
На території муніципалітету розташовані такі населені пункти: (дані про населення за 2010 рік)
- Кортігера: 9 осіб
- Кубільйо-дель-Бутрон: 5 осіб
- Ескалада: 41 особа
- Греділья-де-Седано: 26 осіб
- Морадільйо-де-Седано: 14 осіб
- Мосуелос-де-Седано: 2 особи
- Нідагіла: 25 осіб
- Носедо: 8 осіб
- Орбанеха-дель-Кастільйо: 47 осіб
- Пескера-де-Ебро: 14 осіб
- Кінтаналома: 32 особи
- Кінтанілья-Ескалада: 33 особи
- Седано: 178 осіб
- Террадільйос-де-Седано: 29 осіб
- Турсо: 8 осіб
- Вальделатеха: 12 осіб

## Демографія
Динаміка населення (INE ):

## Галерея зображень

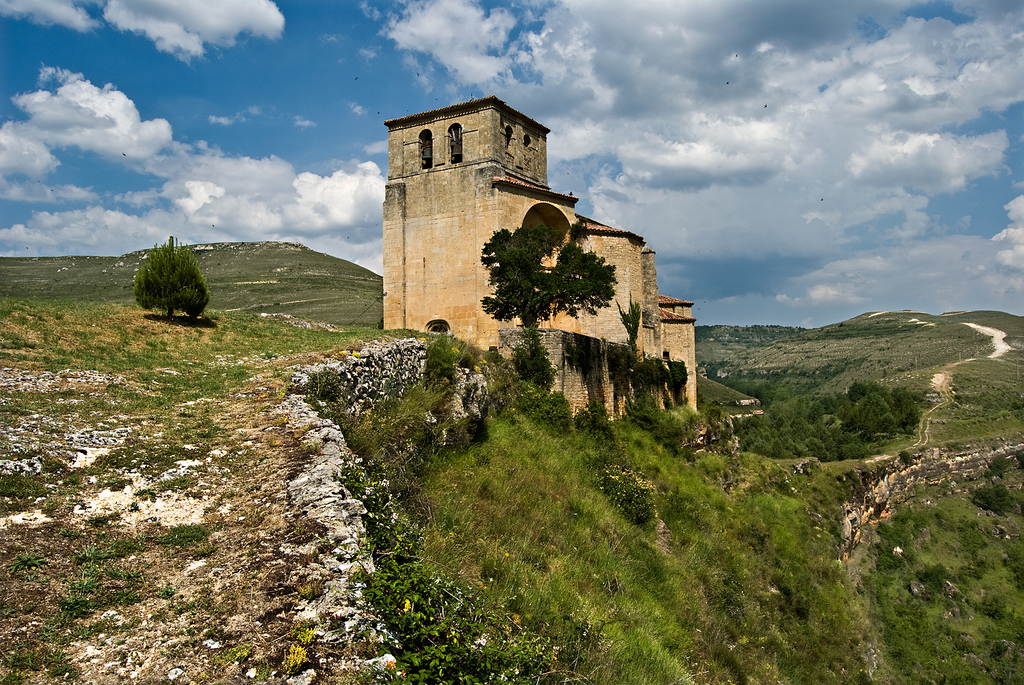
Церква у Седано